# Taft (Californië)
Taft is een plaats (city) in de Amerikaanse staat Californië, en valt bestuurlijk gezien onder Kern County.

## Demografie
Bij de volkstelling in 2000 werd het aantal inwoners vastgesteld op 6400.
In 2006 is het aantal inwoners door het United States Census Bureau geschat op 9150, een stijging van 2750 (43,0%).

## Geografie
Volgens het United States Census Bureau beslaat de plaats een oppervlakte van 39,2 km², geheel bestaande uit land. Taft ligt op ongeveer 359 m boven zeeniveau.

## Geboren in Taft
- Jeanne Cooper (1928-2013), actrice
- Loren Cunningham (1935-2023), zendeling, christelijk schrijver en oprichter van Youth With A Mission (Jeugd met een Opdracht)
- Ron Graham (1935-2020), wiskundige
- Fred Drake (1958-2002), muzikant